# Canton de Douai-Nord
Le canton de Douai-Nord est une ancienne division administrative française, située dans le département du Nord et la région Nord-Pas-de-Calais.
À la suite du redécoupage cantonal de 2014, le canton est supprimé.

## Composition

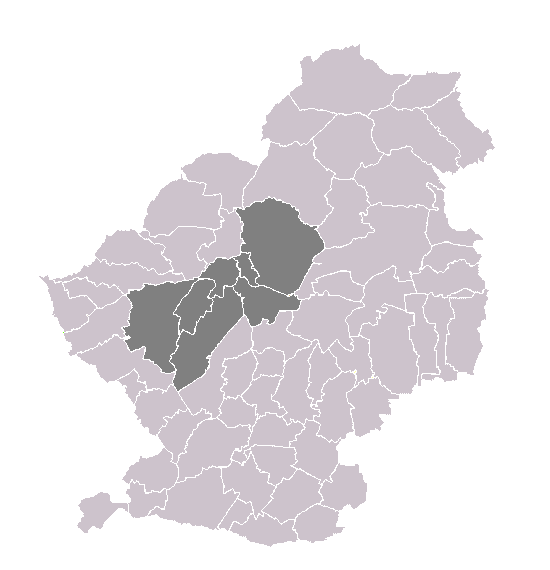
Canton de Douai-Nord dans son arrondissement

Le canton de Douai-Nord se composait d’une fraction de la commune de Douai et de cinq autres communes. Il compte 44 613 habitants (population municipale) au 1er janvier 2012.
| Nom               | Code Insee | Intercommunalité  | Population (dernière pop. légale)              |
| ----------------- | ---------- | ----------------- | ---------------------------------------------- |
| Douai (chef-lieu) | 59178      | CA Douaisis Agglo | Fraction : 8 260(2012) Commune : 40 736 (2014) |
| Anhiers           | 59007      | CA Douaisis Agglo | 927 (2014)                                     |
| Flines-lez-Raches | 59239      | CA Douaisis Agglo | 5 519 (2014)                                   |
| Lallaing          | 59327      | CA Douaisis Agglo | 6 222 (2014)                                   |
| Sin-le-Noble      | 59569      | CA Douaisis Agglo | 15 665 (2014)                                  |
| Waziers           | 59654      | CA Douaisis Agglo | 7 497 (2014)                                   |

## Représentation

### Conseillers généraux du canton de Douai-Nord (1833 à 2015)
| Période                         | Identité                          | Parti                  | Qualité |
| ------------------------------- | --------------------------------- | ---------------------- | --- |
| 1833-1848                       | Comte Charles-Édouard de Montozon | Majorité ministérielle | Propriétaire du château de Lallaing, Pair de France (1845-1848), Député du 4e arrondissement électoral du Nord (Douai) (1831-1845), Député du 7e arrondissement électoral du Nord (Douai) (1830-1831), Président du Conseil général du Nord (1839-1840), Conseiller général du Canton de Marchiennes (1833-1856), Conseiller général du Nord (1831-1833), Maire de Lallaing. |
| 1848-1852                       | Apollon Rossignol (1802-1880)     |                        | Président du Tribunal civil de Douai |
| 1852-1871                       | Nicolas Maurice                   | Union des Droites      | Avocat, maire de Douai (1852-1860), Député du Nord (1871-1876), Sénateur du Nord (1876). |
| 1871-1873 (décès)               | Paul Danel (1795-1873)            | Républicain            | Président de chambre honoraire à la Cour d'appel de Douai Président du Conseil Général (1871-1873) |
| 1874-1879 (démission),          | Charles Merlin                    | Gauche républicaine    | Avocat à Douai, Sénateur du Nord (1879-1895), Député de la 1re circonscription de Douai (1876-1879), Maire de Douai (1870-1874 et 1876-1888). |
| 1879-1886                       | Alain Chartier                    | Républicain            | Industriel à Douai |
| 1886-1887 (annulation)          | Charles de Bailliencourt          | Droite                 | Industriel, Président de la Chambre de commerce de Douai |
| 1887-1892                       | Jean-François Renard              | Républicain            | Agriculteur, maire de Sin-le-Noble (1870-1896), conseiller d'arrondissement |
| 1892-1898                       | Jean François Morel               | Conservateur           | Avocat Ancien député (1885-1889), maire de Lallaing |
| 1898-1919                       | Alexandre Wilmot                  | Rad.                   | Cultivateur - Maire de Sin-le-Noble (1896-1919) |
| 1919-1933 (décès)               | Paul Foucault                     | SFIO                   | Maire de Sin-le-Noble |
| 1933-1940 (déchu de son mandat) | Henri Martel                      | PC-SFIC                | Ouvrier mineur Conseiller municipal de Waziers Député (1936-1940) Révoqué à la suite du décret Daladier |
|                                 |                                   |                        | |
| 1943-1945                       | Robert Wargny (1891-1975)         |                        | Adjoint au maire de Douai Nommé conseiller départemental en 1943 |
|                                 |                                   |                        | |
| 1945-1970                       | Henri Martel                      | PCF                    | Maire de Sin-le-Noble Député (1936-1940, 1946 et 1951-1962) Sénateur (1946-1951) |
| 1970-1982                       | Georges Hage                      | PCF                    | Professeur d'éducation physique et sportive Député (1973-2007) Conseiller municipal de Douai (1971-1995) Conseiller régional (1974-1982) |
| 1982-1994                       | Albert de Bosschère               | PCF                    | Ouvrier métallurgiste Adjoint au Maire de Faumont Suppléant du député Émile Roger (1981-1986) |
| 1994-2015                       | Jacques Michon                    | PCF                    | Ancien ouvrier, Usinor, Dunkerque Maire de Waziers depuis 2002 Député-suppléant |

### Conseillers d'arrondissement du canton de Douai-Nord de 1833 à 1940
Le canton de Douai Nord avait deux conseillers d'arrondissement à partir de 1895.
| Période                                  | Période           | Identité                                | Étiquette           | Qualité |
| ---------------------------------------- | ----------------- | --------------------------------------- | ------------------- | --- |
| 1833                                     | 1845              | Hyacinthe Corne                         | Républicain         | Président du Tribunal de première instance de Douai                                                         |
| 1845                                     | 1848 (décès)      | Auguste Évain (1779-1848)               |                     | Colonel d'artillerie, maire de Douai (1843-1847)                                                            |
|                                          |                   |                                         |                     | |
| 1874                                     | 1883              | Édouard Bernard (1824-1895)             |                     | Agriculteur, maire de Roost-Warendin (1865-1883), Président du Conseil d'arrondissement                     |
|                                          |                   |                                         |                     | |
|                                          | 1882 (décès)      | M. Béhague                              |                     | |
|                                          |                   |                                         |                     | |
| 1883                                     | 1884 (annulation) | M. Lespagnol                            |                     | |
| 1883                                     | 1887              | Jean-François Renard                    | Républicain         | Agriculteur, maire de Sin-le-Noble                                                                          |
| 1887                                     | 1890              | Alain Chartier                          | Républicain         | Industriel à Douai, ancien conseiller général                                                               |
| 1890                                     | 1892              | Joseph François Marie Morel (1844-1918) |                     | Avocat, maire de Lallaing                                                                                   |
| 1892                                     | 1913              | Hyacinthe Lespagnol                     | Républicain Libéral | Brasseur à Flines-lez-Raches                                                                                |
| 1895                                     | 1913              | Ernest Boissonnet                       | Libéral             | Propriétaire et avocat à Douai                                                                              |
| 1913                                     | 1925              | Joseph Derégnaucourt                    | Radical             | Maire de Flines-lez-Raches                                                                                  |
| 1913                                     | 1925              | Léon Colmant                            | Radical             | Pharmacien, conseiller municipal de Sin-le-Noble                                                            |
| 1925                                     | 1931              | Jules Dupuis                            | SFIO                | Mineur retraité, Roost-Warendin                                                                             |
| 1925                                     | 1927 (décès)      | Toussaint Husson (1874-1927)            | SFIO                | Gérant, Sin-le-Noble                                                                                        |
| juillet 1927                             | 1931              | Gustave Derin (1874-1941)               | SFIO                | Employé de coopérative à Sin-le-Noble, ancien conseiller municipal de Waziers                               |
| 1931                                     | 1933              | Henri Martel                            | PC-SFIC             | Ouvrier mineur, conseiller municipal de Waziers                                                             |
| 1931                                     | 1940              | Léon Dujardin (1879-1956)               | PC-SFIC             | Ouvrier mineur à Waziers Adjoint au maire de Lallaing, révoqué à la suite du décret Daladier                |
| 17 décembre 1933                         | 1935 (décès)      | Joseph Trédez (1873-1935)               | FR                  | Agriculteur, Président du syndicat agricole Maire de Lallaing                                               |
| 1934                                     | 1940              | Pierre Duhayon (1898-1973)              | SFIO                | Ajusteur, Roost-Warendin                                                                                    |
| 3 novembre 1935                          | 1938 (décès)      | Maurice Guironnet (1882-1938)           | PC-SFIC             | Boucher, maire de Waziers (1911-1938)                                                                       |
| 1938                                     | 1940              | Georges Larue (1878-1967)               | PC-SFIC             | Ouvrier mineur, maire de Waziers (1938-1940 et 1945-1958) Révoqué à la suite du décret Daladier             |
| 1940                                     |                   |                                         |                     | Les conseils d'arrondissement ont été suspendus par la loi du 12 octobre 1940 et n'ont jamais été réactivés |
| Les données manquantes sont à compléter. |                   |                                         |                     | |

## Démographie
| 1962 | 1968 | 1975 | 1982 | 1990   | 1999   | 2006   | 2011   | 2012   |
| ---- | ---- | ---- | ---- | ------ | ------ | ------ | ------ | ------ |
| -    | -    | -    | -    | 48 383 | 46 978 | 46 081 | 44 798 | 44 613 |

### Pyramide des âges
Comparaison des pyramides des âges du Canton de Douai-Nord et du département du Nord en 2006
| Hommes | Classe d’âge   | Femmes |
| ------ | -------------- | ------ |
| 0,2    | 90 ans et plus | 0,8    |
| 5,2    | 75 à 89 ans    | 8,7    |
| 11     | 60 à 74 ans    | 13,8   |
| 19,8   | 45 à 59 ans    | 17,9   |
| 21,1   | 30 à 44 ans    | 19,9   |
| 20,5   | 15 à 29 ans    | 19     |
| 22,3   | 0 à 14 ans     | 20     |

| Hommes | Classe d’âge   | Femmes |
| ------ | -------------- | ------ |
| 0,2    | 90 ans et plus | 0,8    |
| 4,3    | 75 à 89 ans    | 7,9    |
| 10,3   | 60 à 74 ans    | 11,9   |
| 19,7   | 45 à 59 ans    | 19,4   |
| 21,1   | 30 à 44 ans    | 20,1   |
| 22,6   | 15 à 29 ans    | 21     |
| 21,6   | 0 à 14 ans     | 19     |